# Brest (Frankrijk)
Brest is een stad in Bretagne, in het noordwesten van Frankrijk in het departement Finistère (29). De stad ligt op de westelijke punt van het schiereiland Bretagne, en is een belangrijke militaire en burgerlijke haven. De gemeente telde 140.993 inwoners op 1 januari 2022. De plaats is de onderprefectuur van het arrondissement Brest.
De haven van Brest is al eeuwenlang een belangrijk strategisch punt.

## Geschiedenis
Brest was een Gallo-Romeinse nederzetting op de plaats van het huidige kasteel van Brest. In de 3e eeuw werd de nederzetting versterkt met een muur en een tiental torens om haar te beschermen tegen invallen vanuit zee.
Eind 13e eeuw kocht de hertog van Bretagne het kasteel van Brest van de burggraaf van Léon. Binnen in de kasteelmuren was er toen een kleine nederzetting. In de 15e eeuw telde deze stad ongeveer duizend inwoners. In die periode bouwden de hertogen van Bretagne het kasteel van Brest uit tot een militaire versterking met een garnizoen. In de 16e eeuw werd het kasteel een kazerne en het bevolkingscentrum verhuisde tot buiten de kasteelmuren. De militaire haven kwam er in 1631 door een besluit van Richelieu en werd vanaf 1683 versterkt door Vauban. De belangrijkste Franse ontdekkingsreizigers vertrokken vanuit Brest (La Pérouse, Bougainville, Kerguelen). De stad groeide en in 1681 werd de koninklijke rechtbank van het nabijgelegen Saint-Renan op bevel van koning Lodewijk XIV naar Brest overgebracht.
Aan het einde van de Eerste Wereldoorlog was Brest een belangrijke doorgangshaven voor Amerikaanse troepen. Hieraan herinnert het "Naval Monument" (ook "la tour rose" genoemd). Op 19 juni 1940 trokken Duitse troepen de stad binnen. Direct voor hun aankomst evacueerde de Franse marine de haven, veel installaties waaronder bruggen, gebouwen en vier onderzeeboten die in reparatie lagen werden vernield. Tijdens de Tweede Wereldoorlog was Brest een thuishaven van een grote Duitse vloot onderzeeboten en ook de Scharnhorst en Gneisenau hebben hier aan de kade gelegen en vormden een doelwit voor geallieerde bommenwerpers. De eerste geallieerde bombardementen begonnen reeds in 1941 en duurden tot de bevrijding door het Amerikaanse leger op 18 september 1944. De stad lag aan het einde van de oorlog grotendeels in puin.
Op 28 juli 1947 explodeerde de Ocean Liberty, een Liberty-schip geladen met 3000 ton ammoniumnitraat, vlak bij de stad. Het schip was vastgelopen op een zandbank en bij de explosie kwamen 26 mensen om het leven en honderd mensen raakten ernstig gewond. De schade was aanzienlijk.
De stad werd na de oorlog heropgebouwd met een nieuw stratenplan ontworpen door de architect Jean-Baptiste Mathon. Het centrum van Brest kent veel moderne gebouwen, waaronder de kerk Saint-Louis (1953-1958), de ophaalbrug pont de Recouvrance (1954) en het stadhuis (1961). Door de aanwezigheid van de Franse marine was veel werkgelegenheid gerelateerd aan de wapenindustrie en Brest profiteerde hiervan tot aan het einde van de Koude Oorlog.

## Geografie
De oppervlakte van Lumbin bedroeg op 1 januari 2022 49,51 vierkante kilometer; de bevolkingsdichtheid was toen 2.847,8 inwoners per km².
De rivier de Penfeld stroomt door de gemeente en mondt er uit in de natuurlijke haven en baai, de Rade de Brest.
De onderstaande kaart toont de ligging van Brest met de belangrijkste infrastructuur en aangrenzende gemeenten.

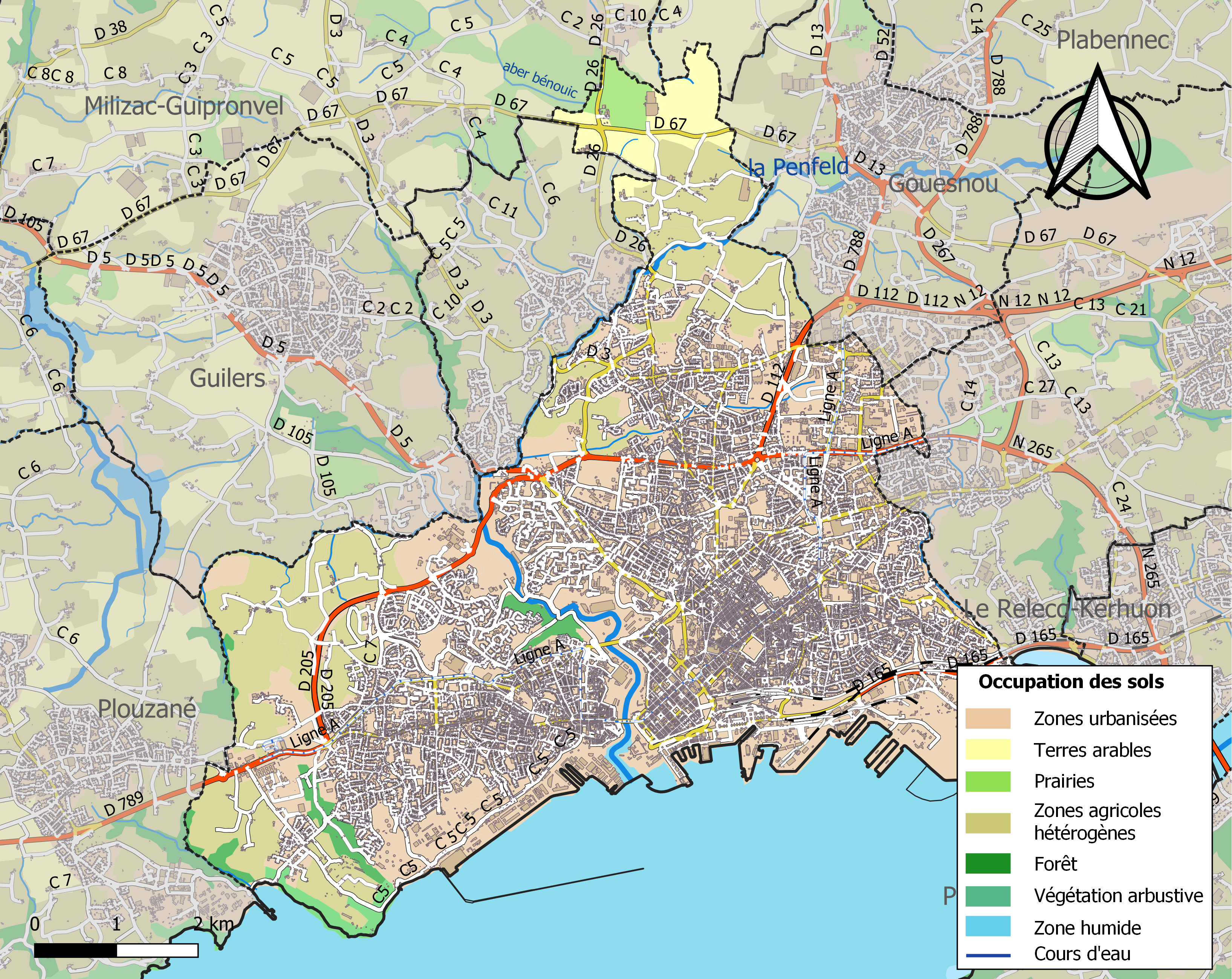

### Wijken
Brest bestaat sinds 2008 uit zeven wijken:
- Bellevue, wijk in het noordwesten van de gemeente
- Brest centre, het oude stadscentrum binnen de 17e-eeuwse omwalling
- Europe, nieuwbouwwijken in het noorden van de gemeente
- Lambézellec, voormalige gemeente tot de fusie in 1945
- Quatre-Moulins
- Saint-Marc, voormalige gemeente tot de fusie in 1945
- Saint-Pierre, voormalige gemeente tot de fusie in 1945

### Klimaat
Door de ligging dicht aan de kust van de Atlantische Oceaan heerst er een gematigd zeeklimaat. De winters zijn in het algemeen matig koud en hetzelfde geldt voor de warmte in de zomer. Extreme weersomstandigheden met temperaturen boven de 30°C zijn zeldzaam en ook strenge vorst komt nauwelijks voor. Er valt veel en langdurig neerslag, het regent gemiddeld 159 dagen per jaar en de neerslag is gemiddeld ruim 1200 mm. Het sneeuwt gemiddeld zo'n zeven dagen in het jaar.

## Demografie
Onderstaande figuur toont het verloop van het inwoneraantal van Brest vanaf 1962.

Bron: Frans bureau voor statistiek. Cijfers inwoneraantal volgens de definitie population sans doubles comptes (zie de gehanteerde definities)

## Vervoer
In de gemeente ligt spoorwegstation Brest. In 2012 werd in Brest een tramway aangelegd. En in 2016 werd een kabelbaan in gebruik genomen die beide oevers van de Penfeld met elkaar verbindt.

### De haven
De haven- en marinestad Brest ligt op 29 km ten zuiden van Le Conquet en Pointe Saint-Mathieu, aan de noordoever van de Rade de Brest, een baai die slechts door de nauwelijks 2 km brede en 6 km lange Goulet de Brest, met de zee in verbinding staat. De baai is in haar geheel een natuurlijke haven.
Tot de havenwerken die de grootste bezienswaardigheid van de stad zijn, behoren de jachthaven, die het dichtst bij de monding van de Elorn in de baai ligt, de handelshaven, een van de belangrijkste van Frankrijk, en de marinehaven, de belangrijkste in Frankrijk na Toulon. De nucleaire onderzeeërs van Frankrijk hebben hun thuishaven in Brest.
Er zijn regelmatig bootdiensten op de verschillende plaatsen aan de zuidoever van de baai. Op de Rade liggen dikwijls oorlogsbodems van de Franse Marine.

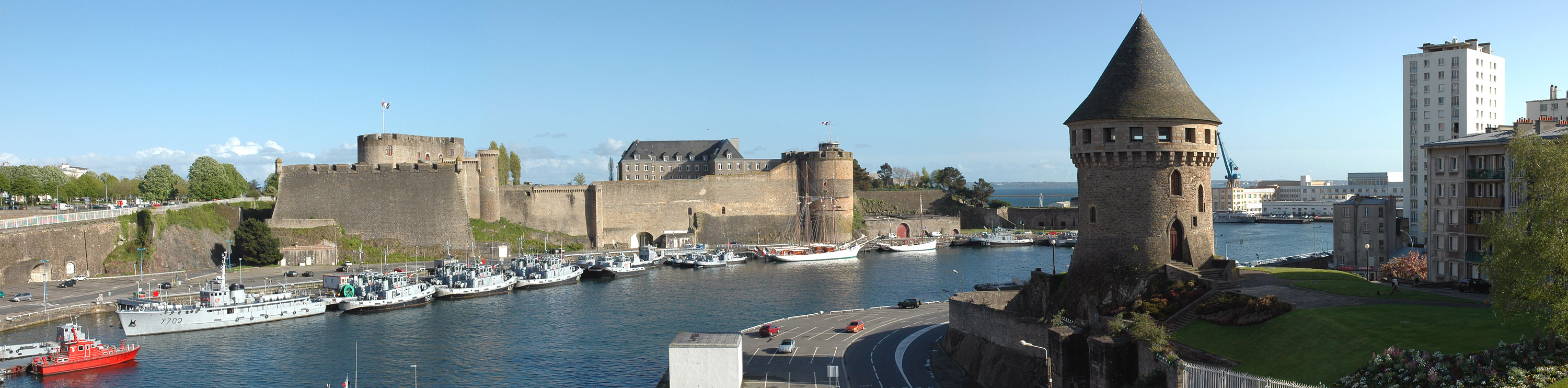
Panorama vanaf de pont de Recouvrance: op de linkeroever het kasteel van Brest en rechts de Tour Tanguy.

## Onderwijs
- École nationale supérieure de techniques avancées Bretagne

## Politiek
De burgemeesters van Brest vanaf 1959:
- 1959-1973 : Georges Lombard
- 1973-1977 : Eugène Berest
- 1977-1982 : Francis Le Blé
- 1982-1983 : Pierre Maille
- 1983-1985 : Jacques Berthelot
- 1985-1989 : Georges Kerbrat
- 1989-2001 : Pierre Maille
- 2001- : François Cuillandre

## Sport
Brest is viermaal de startplaats geweest voor de Ronde van Frankrijk. In 1952 met een etappe naar Rennes, in 1974 met een proloog, in 2008 met een etappe naar Plumelec en in 2021 met een etappe naar Landerneau. In totaal was Brest dertig keer etappeplaats in de Ronde van Frankrijk.
Stade Brestois is de professionele voetbal club van Brest en speelt in het Stade Francis-Le Blé. De club speelde meerdere seizoenen in Ligue 1, het hoogste Franse niveau.

## Stedenbanden
- Cádiz (Spanje), sinds 1986
- Denver (Verenigde Staten), sinds 1948
- Dún Laoghaire (Ierland), sinds 1984
- Kiel (Duitsland), sinds 1964
- Plymouth (Verenigd Koninkrijk), sinds 1963
- Tarente (Italië), sinds 1964
- Yokosuka (Japan), sinds 1970
- Constanța (Roemenië) sinds 1993

## Geboren
- Claire de Duras (1777-1828), schrijfster
- Edmond Jurien de La Gravière (1812-1892), vice-admiraal en schrijver
- Victor Segalen (1878-1919), schrijver, arts, archeoloog en etnoloog
- Alex Thépot (1906-1989), voetballer
- Henri Queffélec (1910-1992), schrijver
- Alain Robbe-Grillet (1922-2008), schrijver, peetvader van de nouveau roman
- Pierre Brice (1929-2015), acteur
- Christian Seznec (1952), wielrenner
- Jacques Pellen (1957-2020), jazzgitarist en componist
- Martin Provost (1957), acteur, schrijver, filmregisseur
- Béatrice Dalle (1964), actrice
- Corentin Martins (1969), voetballer
- Yann Tiersen (1970), musicus en componist
- Sébastien Flute (1972), handboogschutter
- Jocelyn Gourvennec (1972), voetbaltrainer en voormalig voetballer
- Guillaume Moullec (1980), voetballer
- Mickaël Quemener (1980), wielrenner
- Karim Soltani (1984), voetballer
- Gonzalo Higuaín (1987), Argentijns-Franse voetballer
- Charlène Guignard (1989), Frans-Italiaans kunstschaatsster
- Olivier Le Gac (1993), wielrenner
- Valentin Madouas (1996), wielrenner
- Maëva Squiban (2002), wielrenster

Aix-en-Provence · Amiens · Angers · Argenteuil · Besançon · Bordeaux · Boulogne-Billancourt · Brest · Caen · Clermont-Ferrand · Dijon · Grenoble · Le Havre · Le Mans · Limoges · Lyon · Marseille · Metz · Montpellier · Montreuil · Mulhouse · Nancy · Nantes · Nice · Nîmes · Orléans · Parijs · Perpignan · Reims · Rennes · Rijsel · Rouen · Saint-Denis (Réunion) · Saint-Denis (Seine-Saint-Denis) · Saint-Étienne · Saint-Paul · Straatsburg · Toulon · Toulouse · Tours · Villeurbanne